# Menningen (an der Prüm)
Menningen ist eine Ortsgemeinde im Eifelkreis Bitburg-Prüm in Rheinland-Pfalz. Sie gehört der Verbandsgemeinde Südeifel an.

## Geographie
Der Ort liegt an der Prüm im Deutsch-Luxemburgischen Naturpark.
Nachbarorte von Menningen sind die Ortsgemeinden Eisenach im Nordosten, das bereits zum Landkreis Trier-Saarburg gehörende Ralingen im Südosten, Minden im Süden und Irrel im Nordwesten.

## Geschichte
Für eine frühe Besiedelung der Region um Menningen sprechen Grabfunde aus der Latènezeit sowie aus der Zeit der Römer. Östlich von Menningen wurden 1990 vier Brandgräber der Latènezeit sowie der frührömischen Zeit entdeckt. Eines der Gräber stieß durch mehrere Werkzeuge hervor, weshalb man heute annimmt, dass es sich um ein Handwerkergrab handeln könnte. Nördlich von Menningen wurde ebenfalls ein Grab gefunden. Hierbei handelt es sich um ein im Jahre 1913 entdecktes spätrömisches Körpergrab aus der zweiten Hälfte des 2. Jahrhunderts n. Chr. bis in das frühe 3. Jahrhundert n. Chr. mit zwei Skeletten. Zum Grabinventar zählten unter anderem Krüge sowie Fragmente eines Terra Sigillata Tellers. Ebenfalls an dieser Stelle wurden Fliesen und Keramik aus dem 3. Jahrhundert n. Chr. entdeckt.
Menningen wird zuerst in einer Urkunde für die Abtei Echternach aus der Zeit zwischen 771 und 814 genannt, und zwar als „Mennegen“.
Bis Ende des 18. Jahrhunderts gehörte Menningen zur Propstei Echternach im Herzogtum Luxemburg (Quartier Echternach). Im Jahr 1794 hatten französische Revolutionstruppen die Österreichischen Niederlande, zu denen die Region damals gehörte, besetzt. Unter der französischen Verwaltung gehörte der Ort von 1795 an zum Arrondissement Bitburg im Departement Wälder und wurde von der Mairie Edingen im Kanton Echternach verwaltet. Aufgrund der Beschlüsse auf dem Wiener Kongress wurde 1815 das vormals luxemburgische Gebiet östlich der Sauer und der Our dem Königreich Preußen zugeordnet. Unter der preußischen Verwaltung wurde Menningen 1816 der Bürgermeisterei Ralingen im Landkreis Trier zugeordnet.
Nach dem Ersten Weltkrieg gehörte die Region zum französischen Teil der Alliierten Rheinlandbesetzung.
In Folge des Zweiten Weltkrieges wurde Menningen innerhalb der französischen Besatzungszone seit 1946 Teil des damals neu gebildeten Landes Rheinland-Pfalz.
Im Rahmen der Gebietsreform wurde Menningen am 7. Juni 1969 aus dem später aufgelösten Landkreis Trier aus- und in den Landkreis Bitburg eingegliedert.
Bevölkerungsentwicklung
Die Entwicklung der Einwohnerzahl von Menningen, die Werte von 1871 bis 1987 beruhen auf Volkszählungen:
| Jahr | Einwohner |
| ---- | --------- |
| 1815 | 105       |
| 1835 | 166       |
| 1871 | 191       |
| 1905 | 178       |
| 1939 | 614       |
| 1950 | 174       |
| 1961 | 157       |

| Jahr | Einwohner |
| ---- | --------- |
| 1970 | 155       |
| 1987 | 165       |
| 1997 | 154       |
| 2005 | 195       |
| 2011 | 178       |
| 2017 | 178       |
| 2023 | 171       |

## Politik

### Gemeinderat
Der Ortsgemeinderat in Menningen besteht aus sechs Ratsmitgliedern, die bei der Kommunalwahl am 9. Juni 2024 in einer Mehrheitswahl gewählt wurden, und dem ehrenamtlichen Ortsbürgermeister als Vorsitzendem.

### Bürgermeister
Peter Hinkes wurde 2004 Ortsbürgermeister von Menningen. Bei der Direktwahl am 26. Mai 2019 wurde er mit einem Stimmenanteil von 98,18 % und am 9. Juni 2024 als einziger Bewerber mit 96,7 % für jeweils weitere fünf Jahre in seinem Amt bestätigt.

### Wappen
| Wappen von Menningen | Blasonierung: „Silber, geteilt durch einen blauen Wellengöpel, dieser im Schildhaupt belegt mit einer roten dreibogigen Brücke, rechts eine rote heraldische Lilie, belegt mit einem silbernen Kreuz, links ein betagleuchteter Turm mit Satteldach, im Schildfuß ein nimbiertes Grabkreuz, belegt mit einer silbernen Schwurhand.“ |
| Wappen von Menningen | Wappenbegründung: Im Schildhaupt wird die erste Menninger Brücke von 1886 dargestellt. Der Zusammenfluss der Eifelgewässer Prüm und Nims unmittelbar an der Gemarkungsgrenze wird als blaue Wellendeichsel dargestellt. Die rote heraldische Lilie, die mit einem silbernen Kreuz belegt ist, weist auf langjährige Besitztum des Klosters Echternach im Mittelalter hin. Als Wahrzeichen des Ortes gilt die lange Jahre zur Pfarrei Peter und Paul in Echternach gehörende Kapelle. Der zweigeschossige Westturm dieser Kapelle wurde in das Wappen übernommen. Das altehrwürdige Monument, das Echternacher Schwurkreuz mit einer Schwurhand wurde ebenfalls integriert. Die Darstellung eines Gerichtskreuzes im Wappen nimmt Bezug auf die Gerichtsbarkeit von 1407 und auf das jetzige Kreuz, eine Nachempfindung auf dem Marktplatz in Echternach. |

## Kultur und Sehenswürdigkeiten

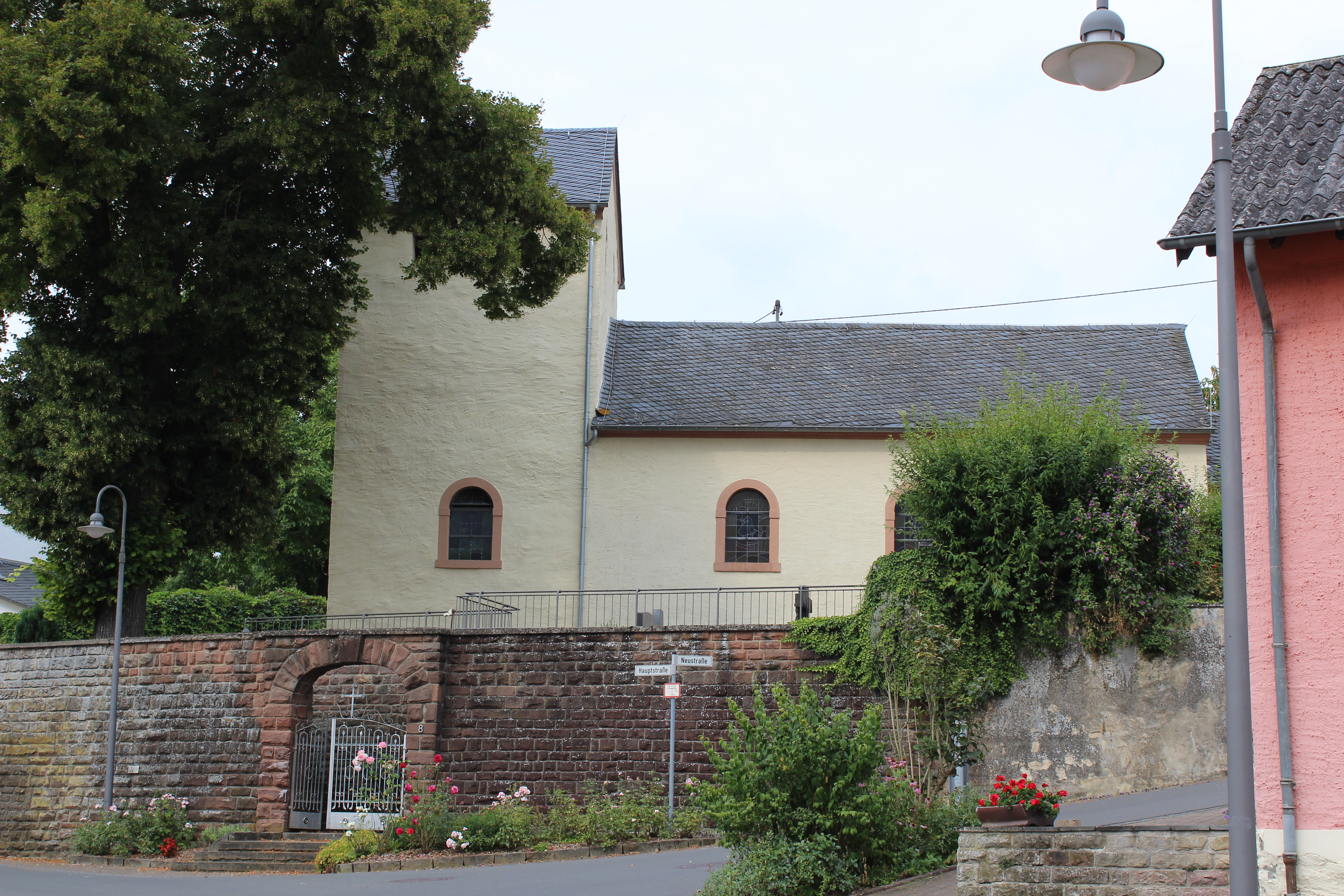
Filialkirche St. Agatha

### Bauwerke
Das Ortsbild von Menningen wird geprägt vom Menninger Viadukt, einer Eisenbahnbrücke der ehemaligen Nims-Sauertalbahn von Erdorf über Irrel nach Igel. Das Bruchstein-Bauwerk wurde 1915 in Betrieb genommen und im Zweiten Weltkrieg zerstört. In den Folgejahren entstand eine etwas vereinfachte Brücke, die heute noch steht. Über den Viadukt fährt heute kein Zug mehr; die Strecke wurde 1988 stillgelegt und anschließend rückgebaut. Auf der Trasse befindet sich ganz überwiegend ein Radweg.
Die Kirche St. Agatha aus dem 12./13. Jahrhundert erhebt sich in der Dorfmitte inmitten des von einer mächtigen Mauer gestützten Kirchhofs. Die ursprünglich romanischen Bauformen gingen bei Umbauten 1688 und 1842 zum großen Teil verloren.

### Sonstiges
Das französischsprachige Lied Menningen der deutschen Sängerin Julie Bergen handelt von diesem Ort. Mit diesem Lied nahm sie an der französischen Vorentscheidung zum Eurovision Song Contest 1970 teil, schied jedoch im Viertelfinale aus.

## Verkehr
Menningen wird von der nahe am Ort vorbeiführenden Landesstraße L 4 und der von ihr abzweigenden L 40 an das überregionale Straßennetz angeschlossen.